# نواكشوط كينغز
نادي نواكشوط كينغز لكرة القدم هو ناد كرة قدم موريتاني مقره بنواكشوط.